# Sicarius testaceus
Sicarius testaceus là một loài nhện trong họ Sicariidae. S. testaceus được miêu tả năm 1908 bởi Purcell.